# كيني سوين
كيني سوين (بالإنجليزية: Kenny Swain)‏ هو لاعب كرة قدم ومدرب كرة قدم بريطاني، ولد في 28 يناير 1952 في بيركنهيد ‏ في المملكة المتحدة. لعب مع أستون فيلا وتشيلسي ونادي بورتسموث ونادي كرو ألكساندرا وويكمب وندررز ونوتينغهام فورست ووست بروميتش ألبيون.

## وصلات خارجية
- كيني سوين على موقع قاعدة بيانات كرة القدم.إي يو (الإنجليزية)
- كيني سوين على موقع Soccerbase.com (مدرب) (الإنجليزية)
- كيني سوين على موقع عالم كرة القدم.نت (الإنجليزية)